# Земская почта Бугурусланского уезда
Зе́мская по́чта Бугурусла́нского уе́зда — земская почта, организованная земской управой Бугурусланского уезда Самарской губернии. Существовала с 1867 года. В уезде выпускались собственные земские марки.

## История почты
Бугурусланская уездная земская почта была открыта в 1867 году. Пересылка почтовых отправлений осуществлялась из уездного центра (города Бугуруслана) в волостные правления по четырём маршрутам дважды в неделю. Пересылка частных почтовых отправлений была платной.
С 1879 года для оплаты доставки частных почтовых отправлений были введены земские почтовые марки.
В 1897—1916 годах оплата за пересылку частных почтовых отправлений осуществлялась наличными (3 копейки за простое письмо или пакет), при этом выдавалась квитанция об оплате и приёме почтового отправления.
В 1916 году Бугурусланская уездная земская почта снова вернулась к оплате доставки частных почтовых отправлений земскими марками.

## Выпуски марок
Используемые для оплаты частных почтовых отправлений земские марки печатались в частных типографиях.
У выпущенных в 1879 году марок зубцовка была выполнена на швейной машине. Марки выпуска 1881 года имеют очень крупную зубцовку 6½.
Земские марки уезда выпуска 1916 года были отпечатаны в ЭЗГБ. На них были изображены гербы губернии и уезда.

## Гашение марок
Гашение марок осуществлялось чернилами (перечёркиванием) и почтовыми штемпелями круглой формы.